# Arthur Weston (Fotograf)
Arthur Weston (* im 19. Jahrhundert; † 3. Dezember 1913 in London) war ein britischer Fotograf.

## Leben

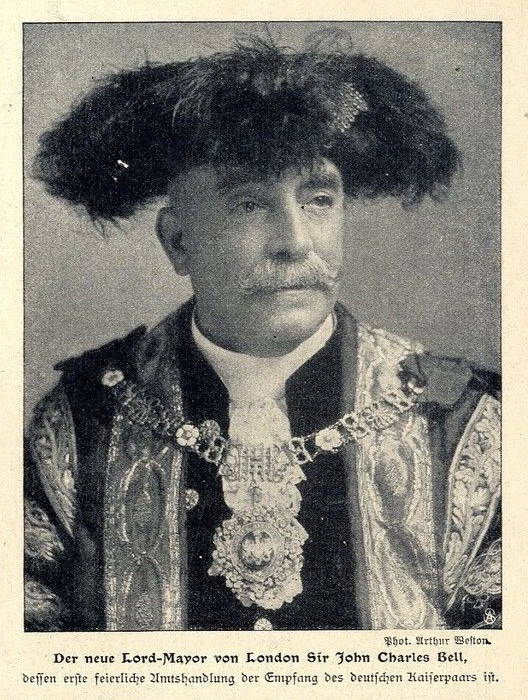
1907 im Ornat: Sir John Charles Bell, Oberbürgermeister von London;
Punktgerasterter Druck des Brustbildes von Weston in der deutschsprachigen Zeitschrift Die Woche

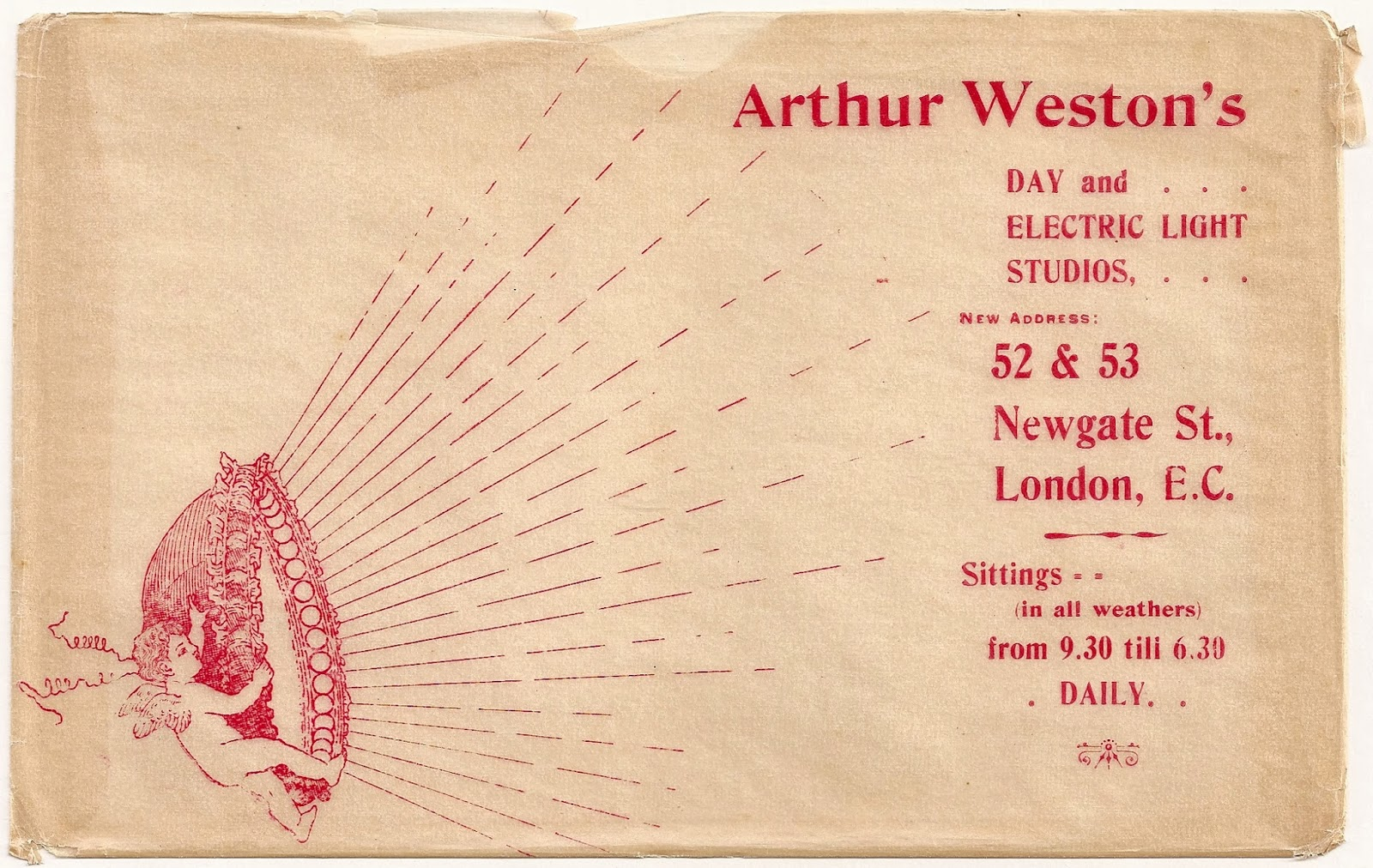
Studios mit Tageslicht und elektrischer Beleuchtung, durch die „Sitzungen“ bis 18.30 Uhr angeboten werden konnten;
Glassin-Umschlag Westons für die unter neuer Adresse erstellten Fotos im Kabinettformat

Gegen Ende des 19. Jahrhunderts galt Arthur Westen, der seinerzeit gemeinsam mit seiner Ehefrau ein Photographisches Unternehmen in der Londoner Newgate Street betrieb, als einer der erfolgreichsten Porträt-Fotografen in der Hauptstadt des British Empire.
Nachdem er viele Jahre in der Londoner Straße Cheapside tätig gewesen war, starb er Ende 1913 im Savoy Hotel in London.